# Z14 Friedrich Ihn
Z14 Friedrich Ihn – niemiecki niszczyciel typu 1934A (Leberecht Maass) z okresu przedwojennego i II wojny światowej. Po wojnie do 1952 służył w marynarce ZSRR jako Prytkij.

## Budowa
Zamówiony 19 stycznia 1935, położenie stępki – 30 maja 1935, wodowanie – 15 listopada 1936, wejście do służby – 6 kwietnia 1938. Zbudowany w stoczni Blohm und Voss w Hamburgu (numer stoczniowy B503). W systemie oznaczeń niemieckich niszczycieli miał przydzielony numer Z14 (rzadko używany oficjalnie). Przed wojną nosił numer burtowy 33, usunięty na początku wojny. Koszt budowy wyniósł 14,1 miliona Reichsmark.
Nazwę nadano mu na cześć niemieckiego kapitana marynarki Friedricha Ihna, dowódcy niszczyciela S 35, poległego wraz z okrętem w bitwie jutlandzkiej.
Historia konstrukcji i opis okrętu – w opisie niszczycieli Typu 1934A.

## Służba w Niemczech
Przed wojną, m.in. uczestniczył 19 sierpnia 1938 w rewii floty przed Hitlerem i węgierskim regentem Horthym. W kwietniu-maju 1939 uczestniczył w rejsie na wody Hiszpanii i Maroka. W maju 1939 wziął udział w zajęciu Kłajpedy.

### Działania na Bałtyku i Morzu Północnym 1939-1940
Po wybuchu II wojny światowej, brał udział w kampanii wrześniowej 1939 roku (wraz z "Erich Steinbrinck" i "Friedrich Eckoldt" wchodził w skład 3. Dywizjonu Niszczycieli). 2 września 1939 ok. 12.38 "Ihn" został zaatakowany przez polski okręt podwodny "Sęp" jedną torpedą, którą wymanewrował. Przez kilka godzin poszukiwał następnie "Sępa" z innymi jednostkami i atakował go bombami głębinowymi, powodując jednak tylko niewielkie przecieki.
Od 4 września "Ihn" działał na Morzu Północnym i w Cieśninach Duńskich, m.in. stawiając obronną zagrodę minową na Morzu Północnym 8 września 1939 (ze stawiaczami min "Cobra" i "Roland"). W dniach 7-9 października 1939 uczestniczył w bezskutecznej operacji przechwycenia brytyjskiej floty między Norwegią a Wielką Brytanią, z pancernikiem "Gneisenau".
Na przełomie 1939 i 1940 uczestniczył w trzech nocnych operacjach stawiania ofensywnych zagród minowych u wybrzeży Anglii: 12/13 grudnia 1939 pod Newcastle (z "Erich Steinbrinck", "Bruno Heinemann", "Richard Beitzen" i "Hermann Künne"), 6/7 stycznia 1940 u ujścia Tamizy (z "Friedrich Eckoldt" i "Erich Steinbrinck") i 10/11 stycznia 1940 pod Newcastle (z "Friedrich Eckoldt", "Richard Beitzen", "Anton Schmitt", "Wilhelm Heidkamp" i "Karl Galster"). Zatonęła na nich następnie pewna liczba alianckich jednostek.
Od lutego do kwietnia 1940 był w remoncie. Nie brał udziału w ataku na Norwegię, dopiero w czerwcu i lipcu 1940 działał u wybrzeży Norwegii. 25-27 lipca 1940 eskortował z Trondheim do Kilonii uszkodzony pancernik "Gneisenau" (z krążownikiem "Nürnberg", niszczycielami "Hans Lody", "Paul Jacobi", "Karl Galster" i 5 torpedowcami).

### Działania na wodach Francji 1940-1941
Od 10 września do 5 listopada 1940 "Ihn" operował z Brestu w zachodniej Francji. W nocy z 28 na 29 września 1940 ponownie stawiał miny na wodach angielskich koło Falmouth (wraz z "Hans Lody", "Paul Jacobi", "Karl Galster", "Erich Steinbrinck", pod osłoną "Friedrich Eckoldt" i "Theodor Riedel"). Podczas kolejnej akcji w Kanale Bristolskim w nocy z 17/18 października, wraz z "Erich Steinbrinck", "Hans Lody" i "Karl Galster" wziął udział w pojedynku artyleryjskim z brytyjskimi krążownikami i niszczycielami, przerwanym przez Niemców.
Od listopada 1940 do stycznia 1941 "Ihn" był remontowany w Niemczech, otrzymując lekkie uzbrojenie plot wzmocnione do 9 działek 20 mm. Około tego okresu lub nieco wcześniej został wyposażony w radar. Od kwietnia do lipca 1941 ponownie działał w zachodniej Francji, m.in. z La Pallice (wraz z "Erich Steinbrinck" i "Bruno Heinemann"), eskortując głównie okręty w Zatoce Biskajskiej. Między innymi, eskortował krążownik "Prinz Eugen" powracający do Brestu z operacji Rheinübung. 27 lipca 1941, w drodze powrotnej do Niemiec, był atakowany bezskutecznie przez brytyjskie kutry torpedowe w rejonie Calais. Od sierpnia do grudnia 1941 był w remoncie.
12 lutego 1942 "Ihn" wziął udział w operacji Cerberus – osłonie przebicia się przez kanał La Manche pancerników "Scharnhorst" i "Gneisenau". 21-23 lutego 1942 eskortował do Norwegii (z "Richard Beitzen", "Paul Jacobi", "Hermann Schoemann", Z25 i trzema torpedowcami) krążowniki "Prinz Eugen" i "Admiral Hipper", podczas czego "Prinz Eugen" został uszkodzony przez okręt podwodny.

### Działania w Arktyce, Cieśninach Duńskich i na Bałtyku 1942-1945
Od końca lutego do lipca 1942 działał z baz w północnej Norwegii w składzie 5. Flotylli, głównie przeciw konwojom alianckim do ZSRR w Arktyce. 6-9 marca 1942 wraz z "Schoemannem", Z25 i pancernikiem "Tirpitz" wziął udział w akcji przeciw konwojowi PQ-12. Konwoju nie wykryto, lecz "Ihn" z pomocą "Schoemanna" 7 marca zatopił radziecki statek "Iżora" (2815 BRT) z konwoju QP-8, przy czym sam o mało nie został uszkodzony własną wadliwą torpedą, która zawróciła po wystrzeleniu. Od lipca do grudnia 1942 "Ihn" był w remoncie w Niemczech.
Od stycznia do listopada 1943 działał w rejonie Cieśnin Duńskich Od listopada 1943 do kwietnia 1944 był w remoncie. Pod koniec wojny miał uzbrojenie przeciwlotnicze: 4 automatyczne działka 37 mm i 18 × 20 mm. Od czerwca 1944 do końca wojny działał w rejonie Cieśnin Duńskich i na zachodnim Bałtyku, w składzie 5. Flotylli.
Podczas ostatnich dni wojny w maju 1945, wraz z "Paul Jacobi", "Hans Lody", "Theodor Riedel", "Karl Galster", Z25, Z38, Z39, odbył kilka rejsów, ewakuując uchodźców niemieckich z Helu do Kopenhagi. Kapitulacja Niemiec zastała go w Kopenhadze.
Dowódcy:
- kmdr ppor. (Korvettenkapitän) Claus Trampedach (9 kwietnia 1938 – 25 października 1938)
- kmdr por. (Fregattenkapitän) Erich Bey (26 października 1938 – 3 kwietnia 1939)
- kmdr ppor./kmdr por. Rudolf von Pufendorf (9 kwietnia 1939 – 10 listopada 1939)
- kmdr ppor. Günther Wachsmuth (październik 1939 – 10 listopada 1942)
- kmdr ppor. Gerhard Fromme (11 listopada 1942 – 31 stycznia 1944)
- kmdr ppor. Carl-August Richter-Oldekop (styczeń 1944 – 10 maja 1945)

## W służbie ZSRR
Po wojnie "Friedrich Ihn" został przyznany ZSRR, po czym wcielony w lutym 1946 do służby radzieckiej pod nazwą "Prytkij" (Прыткий) i przebazowany do Lipawy. Wchodził w skład Floty Północnobałtyckiej. 22 marca 1952 wycofany ze służby i następnie złomowany.

## Dane techniczne
- wyporność:
  - standardowa: 2239 t
  - pełna: 3165 t
- wymiary:
  - długość: 121 m
  - szerokość: 11,3 m
  - zanurzenie: 3,8-4,3 m
- napęd: 2 turbiny parowe o mocy łącznej 70 000 KM, 6 kotłów parowych Bensona (ciśnienie pary 110 atm), 2 śruby
- prędkość maksymalna: 38 w.
- zasięg: 1530 mil morskich przy prędkości 19 w.
- zapas paliwa: 670 t. mazutu
- załoga: 325

Uzbrojenie i wyposażenie: 
- 5 dział kalibru 128 mm (nominalnie 12,7 cm) SK C/34 w pojedynczych stanowiskach, osłoniętych maskami (5xI)
  - długość lufy L/45 (45 kalibrów), donośność maksymalna 17 400 m, kąt podniesienia +30°, masa pocisku 28 kg, zapas amunicji – 120 na działo
- 4 działka przeciwlotnicze 37 mm SK C/30, półautomatyczne, na podwójnych podstawach LC/30 (2xII)
- 6 działek przeciwlotniczych 20 mm (6xI), od 1944 do 18 działek (7xII, 1xIV)
- 8 wyrzutni torpedowych 533 mm (2xIV), 12-16 torped
- 18 bomb głębinowych (zrzutnia bg, później 4 miotacze)
- możliwość zabrania 60 min morskich

- Wyposażenie
  - radar FuMo 21 (od 1941/42), FuMo 24/25 (od 1943)
  - radar FuMo 63 (od 1944)
  - szumonamiernik GHG
  - hydrolokator S-Gerat (od lutego 1941)
  - system kierowania ogniem artylerii głównej: dwa 4-metrowe dalmierze stereoskopowe (na nadbudówce dziobowej i śródokręciu), centrala artyleryjska C34/Z